# Pierre Aubenque
Pierre Aubenque (* 23. Juli 1929 in L’Isle-Jourdain, Département Gers; † 23. Februar 2020 in Versailles) war ein französischer Philosophiehistoriker, der insbesondere als Experte der Aristotelesexegese bekannt war. In seinen Interpretationen antiker Klassiker hat er sich oft mit dem Denken von Martin Heidegger auseinandergesetzt.
Aubenque besuchte die Elitehochschule École normale supérieure in Paris (1947–1950), lehrte von 1955 bis 1960 an der Universität Montpellier und von 1960 bis 1964 in Besançon, 1964–66 an der Universität Aix-Marseille, danach von 1966 bis 1969 an der Universität Hamburg. Seit 1969 war er Professor für antike Philosophiegeschichte an der Sorbonne (Universität Paris IV). Außerdem war er gelegentlich bei der European Graduate School (EGS) bei Sommerakademien tätig.
Aubenque ist unter anderem für seine Theorie bekannt, dass der von Thomas von Aquin verwendete Analogiebegriff eine Rekonstruktion ist, die sich bei Aristoteles nicht findet. Diese These gilt mittlerweile als umstritten und wurde heftig kritisiert, wie z. B. von André de Muralt. 1972 gab er das bekannte Gespräch zwischen Heidegger und Ernst Cassirer in Davos (die Davoser Disputation) in französischer Übersetzung heraus.

## Werke
- Le problème de l’être chez Aristote. Essai sur la problématique aristotélicienne, Presses Universitaires de France, Paris, 1962. Repr. 1987  ISBN 213043388X
- La prudence chez Aristote. Presses Universitaires de France, Paris 1963. Repr. 2009 ISBN 2130576591
  - Der Begriff der Klugheit bei Aristoteles. Übersetzt von Nicolai Sinai und Ulrich Johannes Schneider. Blaue Reihe, Meiner, Hamburg 2007, ISBN 978-3-7873-2006-6.
- (mit Jean-Marie André): Sénèque, Seghers, Paris 1964. Repr. 1967
- Concepts et catégories dans la pensée antique, Vrin, Paris 1980
- Problèmes aristotéliciens, Paris, 1983.
- Hegel – Marx. Presses Universaires de France, Paris 1993
- (mit Pierre Rodrigo): Aristote et les choses humaines, suivi de «la politique stoïcienne». Didier. Paris, 1998
- Faut-il déconstruire la métaphysique?. Presses Universitaires de France, 2009. ISBN 2130520057.[4]